# Ctenoplusia accentifera
Ctenoplusia accentifera is een vlinder uit de familie uilen (Noctuidae). De wetenschappelijke naam is voor het eerst geldig gepubliceerd in 1827 door Lefebvre.
De soort komt voor in Europa.